# اولفیدس سائس
اولفیدس سائس (اسپانیایی: Olfides Sáez‎; ۲۴ سپتامبر ۱۹۹۴) وزنه‌بردار اهل کوبا است.
وی در مسابقات بین‌المللی در مجموع برندهٔ ۱ مدال طلا، ۳ مدال نقره، ۱ مدال برنز شده‌است.